# Caluma (kanton)
Caluma – kanton w Ekwadorze, w prowincji Bolívar. Stolicą kantonu jest Caluma.